# إليوشن إل-16
إليوشن إل-16 (بالإنجليزية: Ilyushin Il-16)‏ هي طائرة هجوم أرضي من صناعة إليوشن. كان أول طيران لها في 1945.